# Passenger (Nico Touches the Walls)
Passenger è il terzo album del gruppo musicale giapponese Nico Touches the Walls, pubblicato il 6 aprile 2011 dalla Ki/oon Records. L'album ha raggiunto la quindicesima posizione della classifica Oricon.

## Tracce
1. Rodeo (ロデオ) - Tatsuya Mitsumura 	4:05
2. Mōsō taiin A (妄想隊員A) - Tatsuya Mitsumura 	4:19
3. Diver - Tatsuya Mitsumura 	4:09
4. Page 1 (ページ1) - Tatsuya Mitsumura 	4:14
5. Kimi Dake (君だけ) - Tatsuya Mitsumura 	5:49
6. Survive - Tatsuya Mitsumura 	4:21
7. Yougisha (容疑者) - Tatsuya Mitsumura 	5:08
8. Yuujou sanka (友情讃歌) - Tatsuya Mitsumura 	4:14
9. Matryoshka (マトリョーシカ) - Sakakura Shingo 	5:00
10. Sudden Death Game (サドンデスゲーム) - Tatsuya Mitsumura 	5:29
11. Passenger - Tatsuya Mitsumura 	7:24